# Shin Megami Tensei: Persona 4
Shin Megami Tensei: Persona 4 (in Japans: ペルソナ4) is een RPG-spel uit 2008 ontwikkeld door het Japanse bedrijf Atlus. Het spel wordt universeel bejubeld als een van de beste RPG-spellen voor de PlayStation 2 en was een enorm verkoopsucces in Japan. In Amerika en Europa waren de verkoopaantallen een stuk bescheidener.

## Spel
In Persona 4 speelt men de rol van Yu Narukami die, aan het begin van het spel, verhuist naar het fictieve Japanse dorp Inaba. Daar verblijft hij bij zijn oom Ryotaro Dojima en zijn nichtje Nanako. Samen met zijn vrienden (en tevens medestudenten) Chie, Yosuke en Yukiko raakt hij verzeild in een bovennatuurlijk moordplot, waarbij diverse personages in het spel in een tv-wereld worden geduwd door een mysterieuze gedaante. In deze tv-wereld zal men uiteindelijk overlijden als men niet voor een bepaalde tijd is bevrijd uit deze wereld. 
De vriendengroep is erop uit om het mysterie op te lossen en zij weten per ongeluk via een lcd-televisie zelf de tv-wereld te bereiken. In deze wereld ontmoeten zij Teddie (een beer die hol is vanbinnen), die ervoor zorgt dat de vriendengroep zich vrijelijk kunnen bewegen in deze alternatieve wereld. Hier zullen zij wel eerst hun eigen innerlijke problemen moeten overwinnen in de vorm van een Persona. Deze wezens zijn een verpersoonlijking van hun "tweede ik", de kant van hun persoonlijkheid die men verborgen houdt voor anderen. Zodra de personages in het spel zich vereenzelvigen met hun Persona, zal vervolgens de Persona zij aan zij met ze meevechten in de diverse battles in het spel. 
Met de kracht van de Persona's weten zij, in de loop van het spel, diverse mensen te redden, die zich nadien aansluiten bij de vriendengroep; dit zijn o.a. Kanji een jongen die worstelt met zijn (geïnsinueerde) homoseksualiteit en Rise, die ervan baalt dat zij wordt gezien als een stereotypisch leeghoofdige popster.

## Ontvangst
| Recensiescore       | Recensiescore                 |
| Recensieverzamelaar | Score                         |
| ------------------- | ----------------------------- |
| Metacritic          | 90% (PS2) 93% (Vita) 87% (PC) |
| Publicist           | Score                         |
| 1UP.com             | A+                            |
| Famitsu             | 33/40                         |
| GameSpot            | 9                             |
| IGN                 | 9                             |

Het spel ontving zeer positieve recensies in de vakbladen. Giant Bomb was van mening dat het een van de beste computerspellen was. Famitsu gaf aan dat er weinig vernieuwing ten opzichte van het vorige spel was, maar vond dat het tempo goed was, en de mogelijkheid om de andere personages te besturen het spel gemakkelijker maakt. Men merkte ook op dat de spelmuziek soms herhalend kan zijn. Er was enige kritiek op de grafische elementen en op de setting van het spel.
Op Metacritic, een recensieverzamelaar, heeft het spel een gemiddelde score voor alle platforms van 90%.

## Remakes
Een verbeterde versie werd uitgebracht voor de Playstation Vita onder de titel Persona 4 Golden op 14 juni 2012 in Japan en werd later geporteerd naar Windows, Nintendo Switch, Playstation 4, Xbox One en Xbox series XIS. 
In juni 2025 werd een volledige remake van het spel aangekondigd met de naam Persona 4 Revival.

## Spin-offs
| Jaar | Titel                              | Platforms                                                                    | Opmerking       |
| ---- | ---------------------------------- | ---------------------------------------------------------------------------- | --------------- |
| 2012 | Persona 4 Arena                    | arcadespel, PlayStation 3, Xbox 360                                          | vechtspel       |
| 2013 | Persona 4 Arena Ultimax            | arcadespel, PlayStation 3, Xbox 360, Windows, Nintendo Switch, Playstation 4 | vechtspel       |
| 2014 | Persona Q: Shadow of the Labyrinth | Nintendo 3DS                                                                 | dungeon crawler |
| 2015 | Persona 4: Dancing All Night       | PlayStation Vita, Playstation 4                                              | muziekspel      |
| 2018 | Persona Q2: New Cinema Labyrinth   | Nintendo 3DS                                                                 | dungeon crawler |

## Bewerkingen

### Manga
De mangareeks werd getekend door Shūji Sogabe en werd gepubliceerd in Dengeki Black Maoh van 19 september 2008 tot 27 maart 2019.

### Anime
Een animeserie van 25 afleveringen werd geproduceerd door Anime International Company onder de titel Persona 4: The Animation. De serie werd uitgezonde op de Japanse televisiezender MBS TV tussen 6 oktober 2011 en 29 maar 2012. Een tweede animeadaptatie van slechts 12 afleveringen werd geproduceerd door A-1 Pictures onder de titel Persona 4 the Golden Animation. De serie werd uitgezonden op MBS TV tussen 11 juli 2014 en 26 september 2014

### Theater
Een toneelstuk geregisseerd door Shutaro Oku onder de titel VisuaLive: Persona 4 werd uitgevoerd van 15 maart 2012 tot 20 maart 2012. Het is een adaptatie van de eerste helft van het spel. Een tweede toneelstuk met de titel VisuaLive: Persona 4: The Evolution werd uitgevoerd tussen 3 oktober 2012 en 9 oktober 2012. Het is een adaptatie van de tweede helft van het verhaal.

## Trivia
- Het spel is opgenomen in het boek 1001 Video Games You Must Play Before You Die van Tony Mott.